# Halammovortex
Halammovortex är ett släkte av plattmaskar. Halammovortex ingår i familjen Dalyelliidae.
Släktet innehåller bara arten Halammovortex nigrifrons.